# Андріянів
Андрія́нів — село в Україні, у Львівському районі Львівської області. Населення становить 363 особи. Орган місцевого самоврядування — Комарнівська міська рада.
Село має церкву, поблизу протікає річка.

## Населення
За переписом 2001 року в селі було 363 жителя. Станом на 2025 рік в селі зареєстровано 253 особи, постійно проживають менше. Третина будинків із 140 — покинуті. Більшість населення — пенсіонери. Школу у 2015 році закрили, оскільки її відвідувало лише 5 школярів. Їх почали возити до школи у сусіднє село.